# 本庄道揚
本庄 道揚（ほんじょう みちあき）は、美濃高富藩第6代藩主。
宝暦3年（1753年）3月11日、三河吉田藩主・松平信復の五男として江戸の吉田藩谷中下屋敷で生まれる。明和3年（1766年）12月17日、先代・本庄道信の養子となる。道信は翌日に死去した。明和4年（1767年）2月11日に家督を相続する。明和5年（1768年）12月18日、山城守に叙任する。明和7年（1770年）4月、日光御祭礼奉行を務める。明和8年（1771年）10月18日、江戸で死去。19歳。跡を養子の道利が継いだ。

## 系譜
父母
- 松平信復（実父）
- 登利、金田氏 ー 側室（実母）
- 本庄道信（養父）

養子
- 本庄道利 ー 松平信直の次男